# 少年志
『少年志』（しょうねんし）は、インターネットテレビ「GyaO」のバラエティーチャンネルのGyaOジョッキーで放送されているバラエティ番組。第2月曜日22時-23時放送。司会は中野腐女子シスターズが担当だが主に乾曜子が出演。

## 番組スケジュール
| 第○回  | 放送日         | メインMC                       | その他出演者                                          |
| 第1回  | 2007年9月10日  | 喜屋武ちあき、中村至誠         | ゆでたまご(嶋田隆司)                                  |
| 第2回  | 2007年10月15日 | 乾曜子、中村至誠               | 高橋名人                                              |
| 第3回  | 2007年11月12日 | 乾曜子、中村至誠               | カプコン:広報萩原                                     |
| 第4回  | 2007年12月10日 | 中村至誠                       | 小田原ドラゴン                                        |
| 第5回  | 2008年1月21日  | 喜屋武ちあき、中村至誠         | カプコン:広報萩原                                     |
| 第6回  | 2008年2月18日  | 喜屋武ちあき、中村至誠         | カプコン:広報豊田                                     |
| 第7回  | 2008年3月24日  | 喜屋武ちあき・乾曜子、中村至誠 | カプコン:広報萩原                                     |
| 第8回  | 2008年4月14日  | 乾曜子・京本有加、中村至誠     | カプコン:広報豊田・小林                               |
| 第9回  | 2008年5月19日  | 喜屋武ちあき・乾曜子、中村至誠 | カプコン:広報萩原                                     |
| 第10回 | 2008年6月10日  | 乾曜子・虎南有香、中村至誠     | バンダイナムコゲームス:安子・南                       |
| 第11回 | 2008年7月14日  | 乾曜子、中村至誠               | カプコン:広報豊田                                     |
| 第12回 | 2008年8月11日  | 乾曜子、中村至誠               | バンダイナムコゲームス:安子・南                       |
| 第13回 | 2008年9月8日   | 乾曜子、中村至誠               | バンダイナムコゲームス:森・落合                       |
| 第14回 | 2008年10月20日 | 乾曜子、中村至誠               | カプコン:広報萩原                                     |
| 第15回 | 2008年11月17日 | 乾曜子、中村至誠               | カプコン:広報萩原                                     |
| 第16回 | 2008年12月8日  | 乾曜子、中村至誠               | バンダイナムコゲームス:安子                           |
| 第17回 | 2009年1月19日  | 乾曜子、中村至誠               | バンダイナムコゲームス:坂上・南                       |
| 第18回 | 2009年2月9日   | 原田まりる、中村至誠           | カプコン:広報萩原                                     |
| 第19回 | 2009年3月9日   | 乾曜子、中村至誠               | カプコン:広報萩原                                     |
| 第20回 | 2009年4月13日  | 乾曜子、中村至誠               | カプコン:広報萩原                                     |
| 第21回 | 2009年5月11日  | ダッシュ教授郎                 | タミヤ:MCガッツ(社員)、ケイダッシュステージの芸人数名 |
| 第22回 | 2009年6月8日   | 乾曜子、中村至誠               | カプコン:広報萩原                                     |
| 第23回 | 2009年7月13日  | 乾曜子、原田まりる、中村至誠   | カプコン:広報萩原                                     |
| 最終回 | 2009年8月10日  | 乾曜子、原田まりる、中村至誠   | カプコン:広報萩原                                     |